# رضا بنكيران
رضا بنكيران (مواليد سنة 1962) هو عالم اجتماع سويسري من أصل مغربي، ومستشار للمنظمات الدولية في جنيف، متخصص في الاتصالات.
انخرط في بحثه بمشروعات مختلفة من نسج المعرفة وتفسيرها الخاطئ (العلوم الإنسانية، الإنسانية الرقمية)، حيث ركزت أعماله البحثية على الإسلام والتطرف.

## مسيرته
هو باحث مشارك في مركز جاك بيرك (الرباط) وكان بصفة خاصة باحثًا وعضوًا مؤسسًا لمركز دراسات الجزيرة، وباحثًا في متحف الأنثروپولوچيا الوصفية بجنيف، ومسؤولًا للاتصالات بالمجلس المسكوني للكنائس بجنيف، وصحفيًا في المجلة السويسرية «الزمن الاستراتيجي»، و سكرتير الرئيس السابق أحمد بن بلة.

## أعماله
- الاضطراب الهوياتي، شباب وإسلامية وعروبة معاصرة، (باريس، دار سيرف 2004، الدار البيضاء، 2012، دار لاكروازيه دي شيمان)
- تعقيد ودوار ووعود، ثماني عشرة حكاية علمية (دار پومييه، 2002، 2006)
- نشر وكتب مقدمة "أي إسلام ؟"، كتاب چان بيرك الذي صدر بعد وفاته (باريس، سندباد- آكت سود، 2003)
- شارك إيريكا دوبر- زيجلر وجوليون في إدارة العمل الجماعي «ثقافة وثقافات»، مواقع الإثنوجرافيا (دار نشر آنفوليو، جنيڤ ). و «متحف الإثنوغرافيا الوصفية»، سلسلة تابو 3، 2007